# Vilém Krejčí
Vilém Krejčí (8. října 1927 – ???) byl český a československý politik Komunistické strany Československa a poúnorový poslanec Národního shromáždění ČSR.

## Biografie
Ve volbách roku 1954 byl zvolen do Národního shromáždění za KSČ ve volebním obvodu Karviná-Fryštát. V Národním shromáždění zasedal do konce jeho funkčního období, tedy do voleb v roce 1960. K roku 1954 se profesně uvádí jako horník dolu Československé armády a nositel vyznamenání Za zásluhy o výstavbu.